# 水野忠周
水野 忠周（みずの ただちか）は、信濃松本藩の第4代藩主。沼津藩水野家4代。

## 生涯
寛文13年（1673年）1月25日、第3代藩主・水野忠直の長男として江戸神田橋邸で生まれる。貞享4年（1687年）12月、従五位下・出羽守・中務少輔に叙位・任官し、江戸幕府の第5代将軍・徳川綱吉の小姓となる。正徳3年（1713年）、父の死去により家督を継いで第4代藩主となる。このとき、弟の水野忠照に蔵米2000俵を与えて分家を創設した。この分家は水野家改易後の享保10年8月に、幕府から佐久郡2000石（根々井知行所）の旗本に取り立てられた。
忠周は松本城の本丸に仏堂を築くほど信仰心が厚く、寺社政策に尽力している。ところが寺社政策以外においての藩政を顧みることなく、さらにその政策のために御用金を何度も課して領民を苦しめ、藩財政を悪化させるなどしている。享保3年（1718年）10月28日に江戸田安邸で死去。享年46。
跡を長男・忠幹が継いだ。

## 系譜
父母
- 水野忠直（父）
- 鍋島光茂の娘（母）

正室
- 前田利明の娘

子女
- 水野忠幹（長男）生母は正室
- 水野忠恒（次男）生母は正室
- 水野類子 ー 土屋陳直正室
- 水野近子 ー 亀井茲長正室のち土屋陳直継室）